# Mollová stupnice
Mollová stupnice (nebo také stupnice moll, z lat. mollis = měkký) je pojem z oboru hudební nauky, který je používán ve dvou významech:
- v širším významu jako jakákoliv hudební stupnice, která obsahuje charakteristický „měkký“ tón – malou tercii;
- v užším významu jako konkrétní církevní diatonická stupnice, která rozložením intervalů mezi stupni odpovídá aiolskému modu.

V tomto článku je pojem mollová stupnice používán (pokud není výslovně řečeno jinak) ve druhém z výše uvedených významů.

## Složení mollové diatonické stupnice
Mollová diatonická stupnice se skládá ze sedmi tónů, s půltónem mezi druhým a třetím a mezi pátým a šestým stupněm. Mezi ostatními po sobě následujícími tóny je interval celého tónu. Obecně se dá říci, že v poměru s durovou stupnicí působí z pocitového hlediska mollová stupnice tesklivě či smutně.
Následující tabulka obsahuje seznam intervalů jednotlivých stupňů vzhledem k základnímu tónu. Jako příklad je použita diatonická stupnice a moll, jejíž notaci obsahuje výše uvedený obrázek.
| Stupeň | Interval      | a moll |
| ------ | ------------- | ------ |
| I      | prima         | a      |
| II     | velká sekunda | h      |
| III    | malá tercie   | c      |
| IV     | čistá kvarta  | d      |
| V      | čistá kvinta  | e      |
| VI     | malá sexta    | f      |
| VII    | malá septima  | g      |
| VIII   | oktáva        | a2     |

## Seznam mollových stupnic
Následující tabulka obsahuje kompletní seznam diatonických mollových stupnic podle tóniny.
| Stupnice | Složení                         | Předznamenání |
| -------- | ------------------------------- | ------------- |
| ais moll | ais his cis dis eis fis gis ais | 7♯            |
| dis moll | dis eis fis gis ais h cis dis   | 6♯            |
| gis moll | gis ais h cis dis e fis gis     | 5♯            |
| cis moll | cis dis e fis gis a h cis       | 4♯            |
| fis moll | fis gis a h cis d e fis         | 3♯            |
| h moll   | h cis d e fis g a h             | 2♯            |
| e moll   | e fis g a h c d e               | 1♯            |
| a moll   | a h c d e f g a                 | žádné         |
| d moll   | d e f g a b c d                 | 1♭            |
| g moll   | g a b c d es f g                | 2♭            |
| c moll   | c d es f g as b c               | 3♭            |
| f moll   | f g as b c des es f             | 4♭            |
| b moll   | b c des es f ges as b           | 5♭            |
| es moll  | es f ges as b ces des es        | 6♭            |
| as moll  | as b ces des es fes ges as      | 7♭            |

## Modydiatonické mollové stupnice
Mollová diatonická stupnice je totožná s aiolským modem durové stupnice – tj. durová diatonická stupnice zahraná od šestého stupně je mollová diatonická stupnice. Jejich mody jsou tedy shodné, pouze posunuté o pět – jejich seznam lze najít zde.

## Harmonická a melodická mollová stupnice
V mollových skladbách jsou častěji než diatonická mollová stupnice používány dvě její obměny – harmonická moll a melodická moll. V obou případech je použita velká septima, což umožňuje vřazení durového dominantního septakordu ve funkci dominanty do mollové skladby. V případě harmonické moll je zachován „ostrý“ nezpěvný interval zvětšené sekundy mezi šestým stupněm (malou sextou) a sedmým stupněm (velkou septimou), v případě melodické moll je navíc změněna malá sexta na velkou sextu.

## Další mollové stupnice
Jak již bylo uvedeno v úvodu, mají mollový charakter všechny stupnice, které obsahují malou tercii. Kromě diatonické, harmonické a melodické moll jsou to například:
- lokrický modus
- frygický modus
- dórský modus

- bluesová pentatonika – pětitónová stupnice, která vznikne z diatonické mollové stupnice odstraněním sekundy a sexty
- bluesová stupnice – vznikne přidáním dvou průchodných tónů – zmenšené kvinty a velké septimy – k bluesové pentatonice